# Романофф, Эндрю
Э́ндрю Рома́нофф (англ. Andrew Romanoff; 24 августа 1966, Колумбус (Огайо), США) — американский политик, член Демократической партии. Спикер Палаты представителей Колорадо с 12 января 2005 по 7 января 2009 года.

## Биография
Его отец — республиканец, был прокурором, а мать — демократ, была социальным работником. Эндрю родился и вырос в Колумбусе, штат Огайо. У него есть сестра-близнец.
Окончил Йельский университет со степенью бакалавра. Затем работал в Southern Poverty Law Center, где занимался изучением Ку-клукс-клана. Также работал в Массачусетской комиссии против дискриминации и преподавал английский язык в Никарагуа и Коста-Рике. Его политические взгляды сформировались во время пребывания в Никарагуа, после прочтения «Теории справедливости» либерального философа Джона Ролза.
Позже Романофф получил степень магистра в области государственной политики в школе управления им. Джона Ф. Кеннеди при Гарвардском университете, а затем стал доктором юриспруденции, окончив школу права Денверского университета. До окончания школы права, работал на конгрессмена от демократической партии Дэвида Скэггса.
С 1993 по 1997 год работал старшим юристом в консалтинговой фирме «Greenberg Baron Simon & Miller». С 1997 по 1999 год был старшим советником по политическим вопросам губернатора Колорадо Роя Ромера.
Преподавал управление в Университете Колорадо в Денвере (1999), в Community College of Denver (1996—2005), Metropolitan State College of Denver (1996—2005) и Red Rocks Community College (1996—2005).
С 2010 года был старшим советником International Development Enterprises.

## Политическая карьера

### Палата представителей Колорадо
Романофф был членом Палаты представителей Колорадо с 2001 по 2009 год, трижды побеждая на выборах. В 2005 году он стал спикером Палаты представителей и на тот момент стал самым молодым спикером в истории Колорадо. Прежде чем стать спикером, он являлся лидером меньшинства, представляя 6 избирательный округ. В 2008 году покинул Палату в связи с истечением сроков.
В 2010 году члены латинского форума Колорадо раскритиковали Романоффа в «Denver Post» за его поддержку законодательства о мигрантах.

### Дальнейшее участие в выборах
В начале 2009 года сенатор Кен Салазар был назначен министром внутренних дел США. После этого Романофф вошёл в шорт-лист кандидатов на освободившееся место сенатора, однако губернатор Билл Риттер предпочёл Майкла Беннета. Романофф предпринял попытку победить Беннета, однако 10 августа 2010 года в ходе первичных выборов он потерпел поражение.
В 2014 году баллотировался в Палату представителей США по 6-му избирательному округу Колорадо. По итогам выборов он проиграл действующему представителю от республиканской партии Майку Коффману, набрав 42,99 % против 51,90 %.
7 февраля 2019 года объявил о своём намерении баллотироваться в Сенат США на выборах 2020 года.